# Hipparchia iberica
Hipparchia iberica är en fjärilsart som beskrevs av Charles Oberthür 1907. Hipparchia iberica ingår i släktet Hipparchia och familjen praktfjärilar. Inga underarter finns listade i Catalogue of Life.